# Servizio della banda militare delle forze armate russe
Il Servizio della banda militare delle Forze armate della Federazione Russa presta servizio nelle Forze armate russe e fa parte della Direzione del Servizio della Banda Militare dello Stato Maggiore Generale delle Forze Armate della Federazione Russa. Precedentemente, era presente un servizio analogo nelle Forze armate dell'Unione Sovietica all'interno del Capo di stato maggiore generale delle Forze armate sovietiche.

## Direttori generali

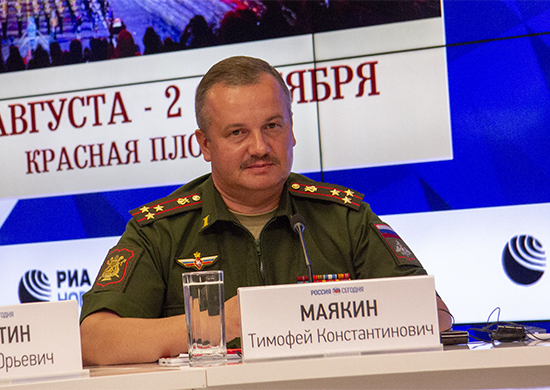
Timofey Mayakin: l'attuale direttore.

- Maggiore generale Semyon Tchernetsky (1924-1949)[1]
- Maggiore Generale Ivan Petrov (1950–1958)[1]
- Maggiore Generale Nikolai Nazarov (1958–1976)[1]
- Maggiore Generale Nikolai Mikhailov (1976–1993)[1]
- Tenente generale Viktor Afanasyev (1993-2002)[1]
- Tenente generale Valery Khalilov (2002–2016)[1]
- Maggiore Generale[2] Timofey Mayakin (2016-oggi)[1]

## Storia

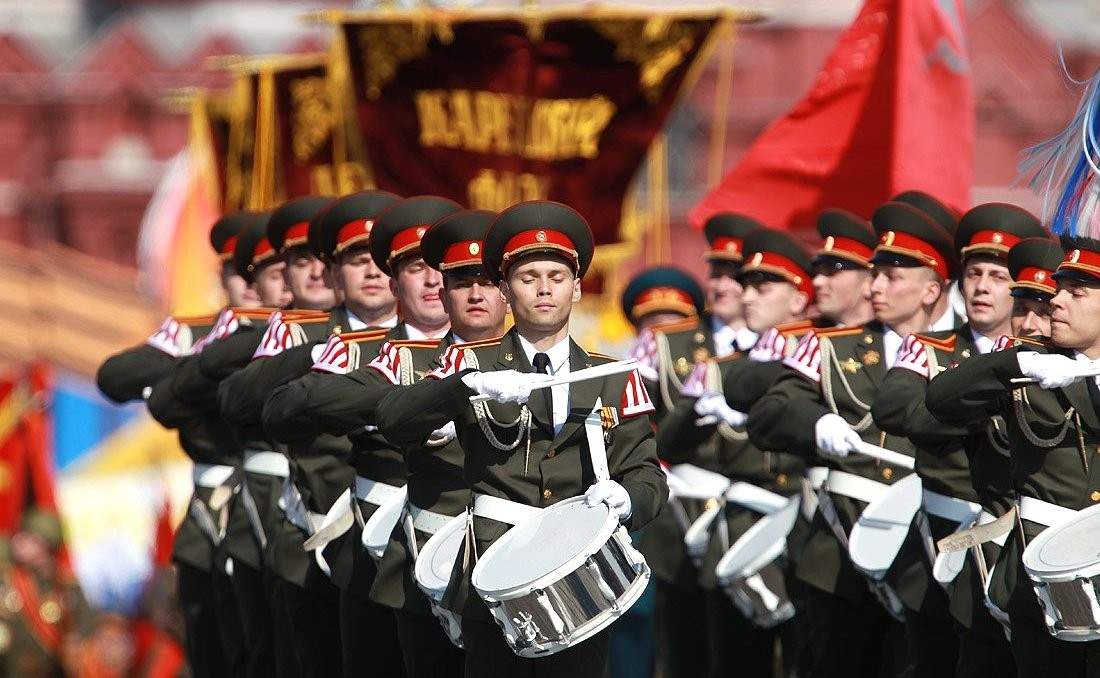
Tamburieri prestano servizio durante la parata del giorno della vittoria di Mosca 2010

Per la Russia, paese che non solo ha una delle più grandi forze armate del mondo ma ha anche prodotto alcuni dei più grandi compositori e musicisti, l'MBS-AFR è una delle più antiche istituzioni di musica militare in Europa e nel mondo, fondata da Pietro il Grande come da Ukaz № 2319 emanato il 19 febbraio 1711, che sancì la formazione di formazioni musicali e bande militari da campo sia nell'esercito imperiale russo che nella nascente marina imperiale russa, seguendo ciò che era già stato fatto in occidente. Furono fondati 2 reggimenti: il reggimento Preobrazhensky e il reggimento Semyonovsky, ma poiché entrambi avevano le proprie bande e corpi di tamburi, successivamente ispirarono la formazione di bande di fanteria, cavalleria e artiglieria. L'età di Pietro il Grande, oltre a gettare le basi dell'esercito, iniziò anche la tradizione secolare della banda militare russa, che continuò dopo la caduta nell'impero e fino ad oggi. Negli anni '70 dell'Ottocento, fu creato l'incarico di Ispettore delle bande navali, ricoperto dal compositore Nikolai Rimsky-Korsakov fino alla sua abolizione. Questo fu il punto di partenza per l'organizzazione ufficiale delle bande militari.
Nel 1922, dopo la Rivoluzione d'Ottobre e la formazione dell'Unione Sovietica  fu istituito l'Ispettorato delle bande militari dell'Armata Rossa e della Marina.
Fu successivamente rinominato nel 1955 col nome attuale di: Servizio delle bande militari.  Dal 1947 l'Ispettorato delle bande militari dipendeva direttamente dal capo della terza divisione del dipartimento di addestramento al combattimento del quartier generale dell'esercito sovietico, dove fu trasferito il 1º dicembre 1931. Le sue funzioni e i suoi compiti odierni furono stabiliti in un decreto firmato dal capo di stato maggiore Viktor Samsonov il 22 novembre 1996. Nel novembre 2008, con l'approvazione del presidente Dmitry Medvedev, il servizio della banda ha creato uno statuto affinché i direttori delle bande di guarnigione abbiano maggiore autorità sui loro eventi e attività. Nel 2011, il servizio ha celebrato 300 anni di musica militare russa.

## Attività

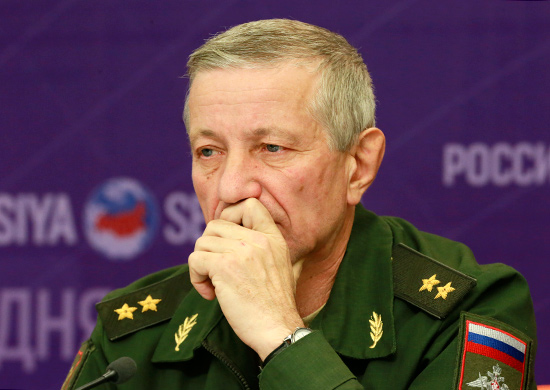
Valery Khalilov nel giugno 2016. Khalilov era considerato positivamente grazie ai suoi sforzi riusciti nel riorganizzare e ricostruire il servizio della banda militare all'inizio degli anni 2000.

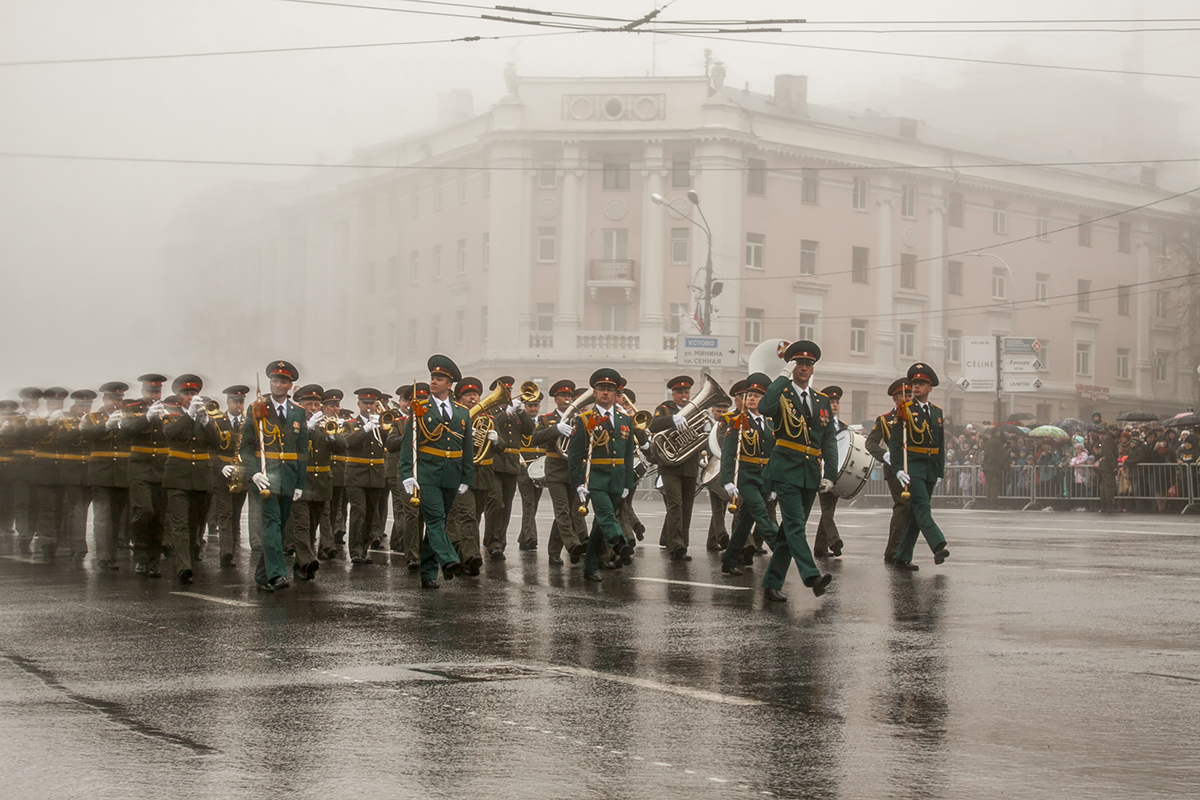
Banda Militare della guarnigione di Novgorod durante una parata del giorno della vittoria nel 2017.

### Direttore generali e direttori regionali
L'ufficio del direttore generale del servizio dei banda militare, è il leader operativo e amministrativo del servizio. Il suo ruolo è stabilito in un decreto del ministro della Difesa sovietico (Rodion Malinovsky) risalente al luglio 1963.  Le bande militari locali delle guarnigioni e delle unità militari sono gestite dai capi delle bande militari dei distretti militari. La loro nomina viene effettuata dal Direttore musicale generale, perciò, i conduttori locali riferiscono al direttore generale.

### Eventi di massa a livello di servizio
Oltre 1.000 musicisti operano nel servizio e sono divisi in 40 bande. Partecipano alle parate annuali del Giorno della Vittoria e prima del 1991 anche alle parate della Rivoluzione d'Ottobre e del 1º Maggio . Il servizio funge anche da  "sponsor" in quanto vengono realizzati annualmente concerti, il più importante è il Festival di musica militare e tatuaggio della Torre Spasskaya a Mosca . Concerti militari congiunti si tengono comunemente tra le bande del servizio e le bande militari straniere sul suolo russo e straniero. Eventi di massa si sono svolti per celebrare il tricentenario del servizio nel 2011. Ogni due anni, i funzionari del servizio conducono concorsi per identificare i migliori musicisti per le bande in servizio e ispezioni generali per verificare lo standard qualitativo delle bande.  Nel 1928 si tenne il primo concorso nazionale delle bande militari.

### Bande individuali
Il servizio della banda militare fornisce servizio come banda militare per il reggimento del Cremlino e il 154º reggimento del comandante indipendente Preobrazenskij durante occasioni speciali e visite di stato.

## Composizione

La banda sotto la direzione del colonnello Sergey Durygin nel 2017

La composizione del Servizio della Banda Militare delle Forze Armate della Federazione Russa comprende:
- Ufficio generale del servizio della banda militare del Ministero della difesa russo;
- Bande Esemplari (bande che hanno compiti specifici e attività di rappresentanza che le rendono quindi le più anziane delle forze armate):
  - Banda militare centrale del Ministero della difesa russo[15],
  - Banda della Marina Centrale della Russia,
  - Banda Militare Esemplare (Guardia d'Onore),[16]
- Scuole di formazione:
  - Scuola dell'Università Militare di Musica Militare e Scuola per direttori di banda militare (ex dipartimento di maestro di banda militare del Conservatorio statale Čajkovskij di Mosca)
  - Università musicale militare di Mosca intitolata al Tenente generale Suvorov VM Khalilov[17]
- Bande regionali:
  - Bande di comando dei distretti militari,
  - Bande unitarie,
  - Bande di gruppi di forze ed eserciti separati,
  - Bande di flotte navali e basi marine,
- Bande all'interno di unità e formazioni militari e nelle scuole militari

Bande non affiliate alla direzione Generale:
- Banda presidenziale della Federazione Russa - sotto il reggimento del Cremlino del Servizio federale di protezione,
- Servizio della banda militare della Guardia nazionale russa,
- Servizio della banda militare del Ministero delle situazioni di emergenza della Russia,
- Banda centrale del servizio di guardia di frontiera del servizio di sicurezza federale della Russia,
- Servizio della banda di polizia del Ministero degli affari interni della Russia.

La banda della guarnigione di Mosca è composta da 190 musicisti, provenienti da diverse bande dell'ex distretto militare di Mosca. Un tempo comprendeva la banda del quartier generale dell'MVO, la banda combinata delle truppe interne, la banda dell'Istituto militare dei direttori militari, la banda dell'Accademia militare delle forze missilistiche strategiche, la banda dell'esercito superiore di Mosca Scuola di Comando e Banda della 147ª Base Automobilistica del Ministero della Difesa.
Sostengono tutti gli eventi statali importanti e gli eventi speciali nella capitale russa, comprese le parate militari sulla Piazza Rossa e i festival musicali internazionali.

## Formazione attuale di bande ammassate

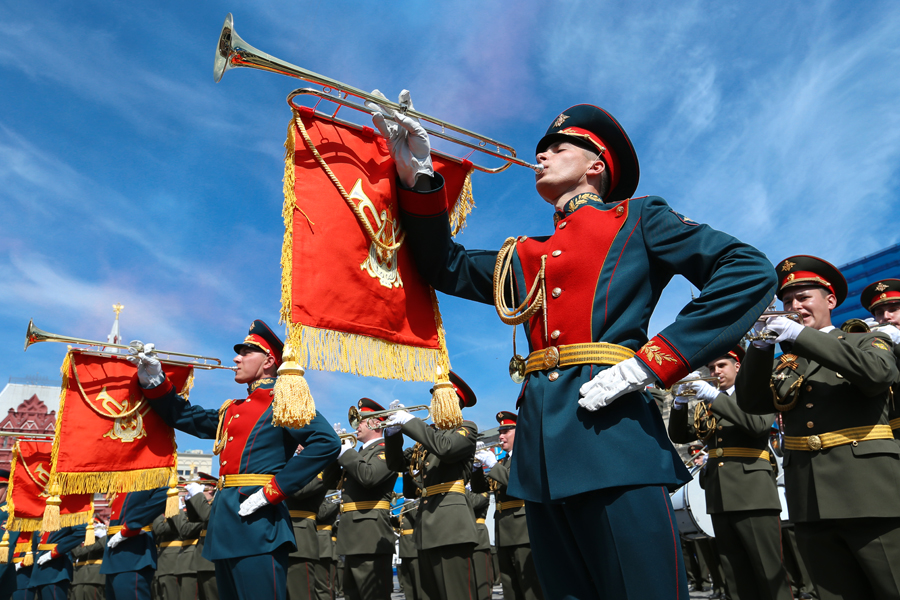
Un trombettista di fanfara cromatica del 3º battaglione, 154º reggimento del comandante indipendente Preobrazenskij che partecipa a una parata sulla Piazza Rossa.

### Formazione a Mosca
- Trombe per fanfara cromatica, tamburi da campo, primi glockenspiel;
- Trombe, Cornette, Flicorni;
- 1° Tromboni;
- 1a e 2a percussione di marcia:
  - Rullanti,
  - Grancasse e Piatti,
  - Mezzelune turche,
  - 2° Glockenspiel,
- 2° Tromboni;
- Trombe, mellofoni;
- Clarinetti, Oboi, Sassofoni, Fagotti, Flauti e Ottavini;
- Corni baritono, corni tenore, corni sassofono;
- Eufoni, tube wagneriane, tube, sousafoni;

### Formazione a San Pietroburgo
- Trombe per fanfara cromatica (opzionali);
- Tamburi da campo (opzionali);
- Trombe;
- 1° Tromboni, Corni e Fiati:
  - Clarinetti, Sassofoni;
- Percussioni in marcia:
  - Rullanti,
  - Grancasse,
  - Piatti,
  - Mezz,aluna turca (dal 2011),
  - Glockenspiel,
- 2° Tromboni e Corni;
- 2° Fiati;
  - Clarinetti, Oboi, Fagotti, Flauti, Ottavini;
  - Sassofoni;
- Saxhorn, corni baritono e tenore, eufoni, tube wagneriane;
- Tube, sousafoni (opzionali).

### Formazione a Ekaterinburg
- Trombe per fanfara cromatica;
- Tamburi da campo (opzionali);
- Trombe, Cornette;
- Tromboni e corni;
- Sassofoni;
- Clarinetti, Oboi, Fagotti, Flauti, Ottavini;
- Percussioni in marcia:
  - Rullanti
  - Grancasse
  - Piatti
  - Mezzaluna turca
  - Glockenspiel
- Saxhorn, corni baritono e tenore, eufoni, tube wagneriane;
- Tube, sousafoni (opzionali).

## Simboli

Emblema
Variante dell'emblema
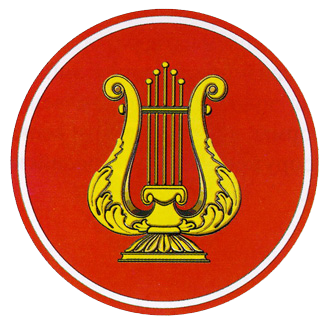
Stemma posto sulla spalla
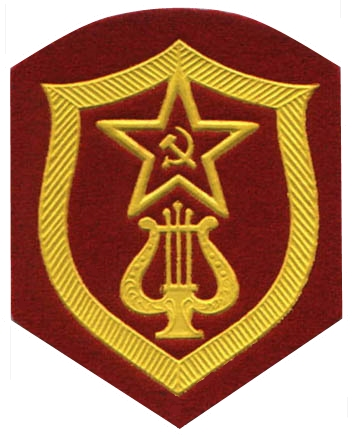
Stemma sulla spalla (1960-1991)
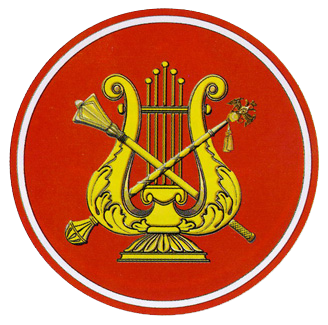
Stemma per Organi della Direzione del Servizio della Banda Militare
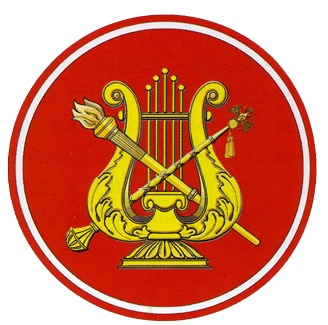
Stemma del Conservatorio militare di Mosca
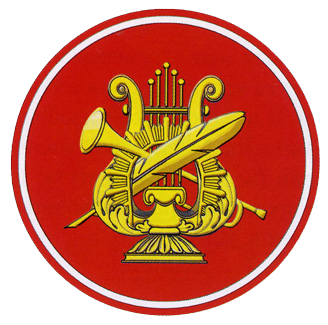
Stemma dell'Accademia militare di musica di Mosca
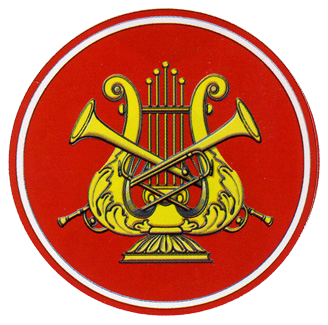
Stemma della Banda del Ministero della Difesa

Gli emblemi e gli stemmi della banda sono stati adottati per ordine del ministro della Difesa Sergei Ivanov il 7 febbraio 2005.
Gli elementi comuni dei simboli della banda militare includono:
- Lira (emblema tradizionale dei musicisti militari in tutto il mondo);
- Colore rosso (colore tradizionale della stoffa degli strumenti del personale militare nelle bande militari);
- Emblema delle Forze Armate russe, in precedenza Forze Armate Sovietiche;
- Ghirlanda di quercia;